# Halcuriidae
A Halcuriidae a virágállatok (Anthozoa) osztályának tengerirózsák (Actiniaria) rendjébe ezen belül az Endocoelantheae alrendjébe tartozó család.
A WoRMS adatai szerint 8 elfogadott faj tartozik ebbe a korallcsaládba.

## Rendszerezés
A családba az alábbi 2 nem tartozik:
- Carlgrenia Stephenson, 1918 - 1 faj
- Halcurias McMurrich, 1893 - 7 faj; típusnem